# Jesenice (Příbram)
Jesenice je malá vesnice, část města Příbram v okrese Příbram ve Středočeském kraji. Nachází se asi 4,5 kilometru jihovýchodně od Příbrami. Částí města protéká Jerusalemský potok. Východně od sídla prochází silnice I/4. Je zde evidováno 20 adres. V roce 2011 zde trvale žilo 29 obyvatel.
Jesenice (stejně jako sousední Jerusalem) ležela do ledna 2018 v katastrálním území Háje u Příbramě o výměře 6,64 km². Od února 2018 leží v katastrálním území Jerusalem o výměře 2,65 km².

## Historie
První písemná zmínka o vesnici pochází z roku 1720.

## Obyvatelstvo
| Rok            | 1869 | 1880 | 1890 | 1900 | 1910 | 1921 | 1930 | 1950 | 1961 | 1970 | 1980 | 1991 | 2001 | 2011 | 2021 |
| -------------- | ---- | ---- | ---- | ---- | ---- | ---- | ---- | ---- | ---- | ---- | ---- | ---- | ---- | ---- | ---- |
| Počet obyvatel | 75   | 90   | 92   | 109  | 58   | 80   | 74   | 45   | 54   | 42   | 26   | 20   | 30   | 29   | 46   |
| Počet domů     | 12   | 12   | 14   | 15   | 14   | 15   | 16   | 16   | 15   | 14   | 11   | 12   | 15   | 16   | 18   |

## Obecní správa
Při sčítání lidu v letech 1850–1975 Jesenice byla osadou obce Konětopy v okrese Příbram. Od 1. ledna 1976 je částí města Příbram ve stejnojmenném okrese.

## Doprava
Přes Jesenici vedou pouze zpevněné místní komunikace do Hájů, Konětop a k budované silnici II/604. Jihovýchodně od sídla prochází silnice III/11812, na které leží autobusová zastávka Příbram, Jesenice II, rozcestí 1.0. Tato zastávka je v roce 2021 celotýdenně obsluhována autobusovou linkou 19A příbramské městské hromadné dopravy a v pracovních dnech a neděli také autobusovou linkou D42 Příbram–Krásná Hora nad Vltavou–Petrovice Středočeské integrované dopravy.